# Washington Township (Carroll County, Ohio)
Washington Township ist eines von 14 Townships des Carroll Countys im US-Bundesstaat Ohio. Nach der Volkszählung im Jahr 2000 waren hier 1061 Einwohner registriert.

## Geografie
Washington Township liegt etwas nordöstlich des geografischen Zentrums des Carroll Countys im Osten von Ohio und grenzt im Uhrzeigersinn an die Townships: Augusta Township, East Township, Fox Township, Lee Township, Center Township, Harrison Township und Brown Township.

## Verwaltung
Das Township wird durch ein Board of Trustees, bestehend aus drei gewählten Mitgliedern, verwaltet. Zwei Personen werden jeweils im Jahr nach der Präsidentschaftswahl gewählt und eine jeweils im Jahr davor. Die Amtszeit dauert in der Regel vier Jahre und beginnt jeweils am 1. Januar. Daneben gibt es noch einen Township Clerk (zuständig für Finanzen und Budget), der ebenfalls im Jahr vor der Präsidentschaftswahl auf eine vierjährige Amtszeit gewählt wird. Dessen Amtszeit beginnt jeweils am 1. April.

## Einzelnachweise

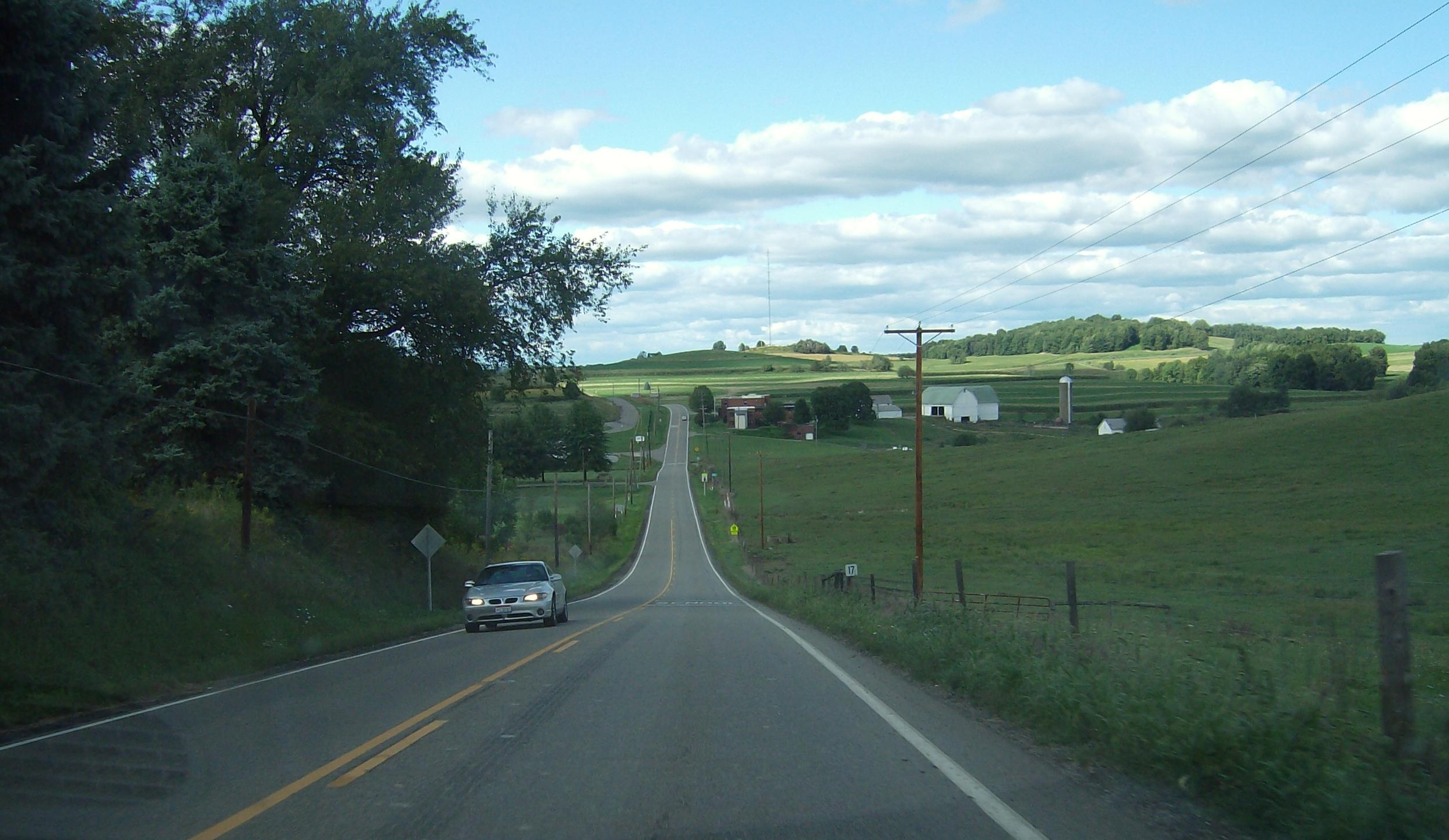
Hügellandschaft im Washington Township